# Stadionul Olimpia
Stadionul Olimpia is een multifunctioneel stadion in de Roemeense plaats Satu Mare. Het wordt vooral gebruikt bij voetbalwedstrijden. Het stadion is de thuishaven van de voetbalclub FC Olimpia Satu Mare.
Het stadion heeft een capaciteit van 18.000 plaatsen, en is qua grootte het 11e stadion van Roemenië. Ook kan het gebruikt worden voor atletiekwedstrijden, omdat er een sintelbaan omheen ligt.